# Matagorda (Texas)
Pour les articles homonymes, voir Matagorda.
Matagorda (en anglais [ˈmætəˈɡɔːrdə]) est une census-designated place située dans le comté de Matagorda, dans l’État du Texas, aux États-Unis. Sa population s’élevait à 503 habitants lors du recensement de 2010.